# Vedi
Vedi (Armeens: Վեդի) is een stad in Armenië. Deze stad ligt in de marzer (provincie) Ararat.
Het is de plaats waar een van de belangrijkste Armeense wijn en alcohol fabriek is gevestigd, en het heet VEDIALCO, deze fabriek is het meest bekend om zijn semi-zoete wijn genaamd Vernashen.

## Geboren
- Ara Alekian (1959), beeldhouwer

Abovjan · Agarak · Achtala · Alaverdi · Aparan · Ararat · Armavir · Artasjat · Artik · Artsvasjen · Asjtarak · Berd · Bjoeregavan · Dastakert · Darakert · Dilidzjan · Dzjermoek · Etsjmiadzin · Gavar · Goris · Gjoemri · Hrazdan · Idzjevan · Jechegnadzor · Jegvard · Kadzjaran · Kapan · Maralik · Martoeni · Masis · Megri · Metsamor · Nojemberjan · Nor Hatsjen · Odzoen · Sevan · Sisian · Sjamloeg · Spitak · Stepanavan · Talin · Tasjir · Toemanjan · Tsachkadzor · Tsjambarak · Tsjarentsavan · Vajk · Vanadzor · Vardenis · Vedi · Jerevan